# بیرخیلیو مارتینس ولیس
بیرخیلیو مارتینِـس وِلیس (اسپانیایی: Virgilio Martínez Véliz‎؛ زادهٔ ۳۱ اوت ۱۹۷۷) سرآشپز، رستوران‌دار و کارآفرین اهل پرو است. او را نسل جدیدی از سرآشپزهای پرو می دانند که به فراگیرشدن آشپزی پرویی کمک می کند. او به دلیل استفاده از روش های مدرن پخت‌وپز بر روی مواد اولیهٔ بومی پرو شناخته شده است. مجله ماری کلر او را «ستاره جدید آسمان خوراک‌شناسی لیما» نامیده است.
در سال ۲۰۱۳ رستوران او سنترال رستورانته وارد فهرست ۵۰ رستوران برتر دنیا شد و سال ۲۰۱۴ به رتبه ۱۵ این فهرست دست یافت و یک سال به‌عنوان بهترین رستوران آمریکای لاتین انتخاب شد.